# Aqüeducte d'Alpont
L'Aqüeducte d'Alpont, també conegut Els Arcs (Los Arcos) és una infraestructura hidràulica d'estil medieval construït entre els segles XVI i xvii al municipi valencià d'Alpont (Serrans).
Situat a 2,5 quilòmetres de la vila, en la carretera entre Alpont i la Iessa, conduïa l'aigua procedent de les fonts Nova i Marimacho, utilitzant-se per a abastir les necessitats de la vila i reg de la seva horta, salvant el desnivell que ocasiona la conca del riu Reguero.
Amb una longitud de 265 metres de traçat recte, excepte a uns catorze metres de l'inici on presenta una petita curvatura. S'aprecien encara restes de la séquia que des de les fonts conduïa l'aigua fins a l'aqüeducte. Consta de tretze arcs apuntats de traçat regular, d'ells deu arcs són similars i situats a la dreta del riu (orientació sud), són arcs rebaixats. L'arc que cobria el riu ha desaparegut, era el principal de l'arquejada amb uns 11 metres de llum i uns 6,50 metres de fletxa, va ser arrossegat per una avinguda d'aigua en 1880 que va causar també desperfectes en els arcs pròxims. En una rehabilitació efectuada en els anys 1986-1988 s'han construït dos arcs de formigó en ambdós fronts del mur, amb directriu similar a l'anterior.
Aquest aqüeducte figura en l'escut de la vila i està protegit sota la figura de Bé d'Interés Cultural.